# فرانك شيلدون أنتوني
فرانك شيلدون أنتوني (بالإنجليزية: Frank Sheldon Anthony)‏ هو فلاح نيوزلندي، ولد في 13 ديسمبر 1891، وتوفي في 13 يناير 1927.